# 臺灣日日新報
《臺灣日日新報》是一份臺灣日治時期的報紙，由《臺灣新報》和《臺灣日報》兩份報紙整併而成。

## 緣起沿革

### 派系爭執及合併
明治29年（1896年），《臺灣新報》報社成立，並由支持薩摩派者經營，創刊不到三星期就被臺灣總督府拿來當機關報使用。 不久，屬於長州派的《臺灣日報》籌備者在第二任臺灣總督桂太郎授意下也想分一杯羹，於是該報社老闆就跟總督府秘書長談妥條件。 後來，桂太郎在《臺灣日報》創刊前離職，因此長州派的《臺灣日報》跟薩摩派的《臺灣新報》在政策上唱反調，將藩閥之間的對立帶進報界，兩報員工甚至在街上大打出手。最後，第四任總督兒玉源太郎出面調停，命守屋善兵衛將兩報買下，合併為《臺灣日日新報》才結束這場混戰。之後，因為有臺灣總督府的支持，《臺灣日日新報》也成為臺灣日治時期的第一大報，其中包含了日文版及漢文版。

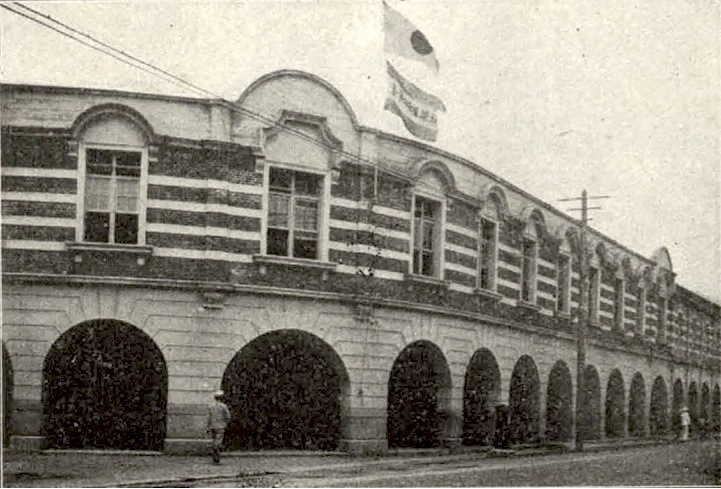
臺灣日日新報報社

### 發展
1898年5月6日，《臺灣日日新報》開始發行，其後成為日治時期臺灣發行量最大的報紙，報社同時兼發《府報》、《臺北州報》及《新竹州報》。1905年7月，該報漢文版擴充，並另獨立發行《漢文臺灣日日新報》，當時每日有六個版面。1911年11月，廢除《漢文臺灣日日新報》，恢復為日文版中加兩頁漢文版，直到1937年4月漢文版才被全面廢除。《臺灣日日新報》最高發行量曾達50000份之多，當時在臺工作的日本人、駐紮在山區的警察都訂閱該報。至1944年4月1日總督府將《臺灣日日新報》併入《臺灣新報》為止，《臺灣日日新報》也是臺灣日治時期發行時間最長的報紙。

## 飛入小說
《臺灣日日新報》於明治34年（1901年）2月24日到3月21日間，為增加報紙銷量，仿效戰前日本報紙所作之實驗。2月24日由編輯局建構題為〈暗路〉的第一回，後邀請讀者於隔日中午前完成下一回的小說內容，並寄回編輯局，由記者評選出獲獎的次回內容，以徵稿方式呈現的集體創作接力。
每回小說約1000字（以日文計），期間發行了共10回。為使投稿者人人有獎，每日得獎獲刊者幾乎不同（僅兩位作者重覆），也因此導致故事內容有前後不一致的情況。最終，編輯局以無人投稿為由，於3月21日宣布停刊。

## 影像

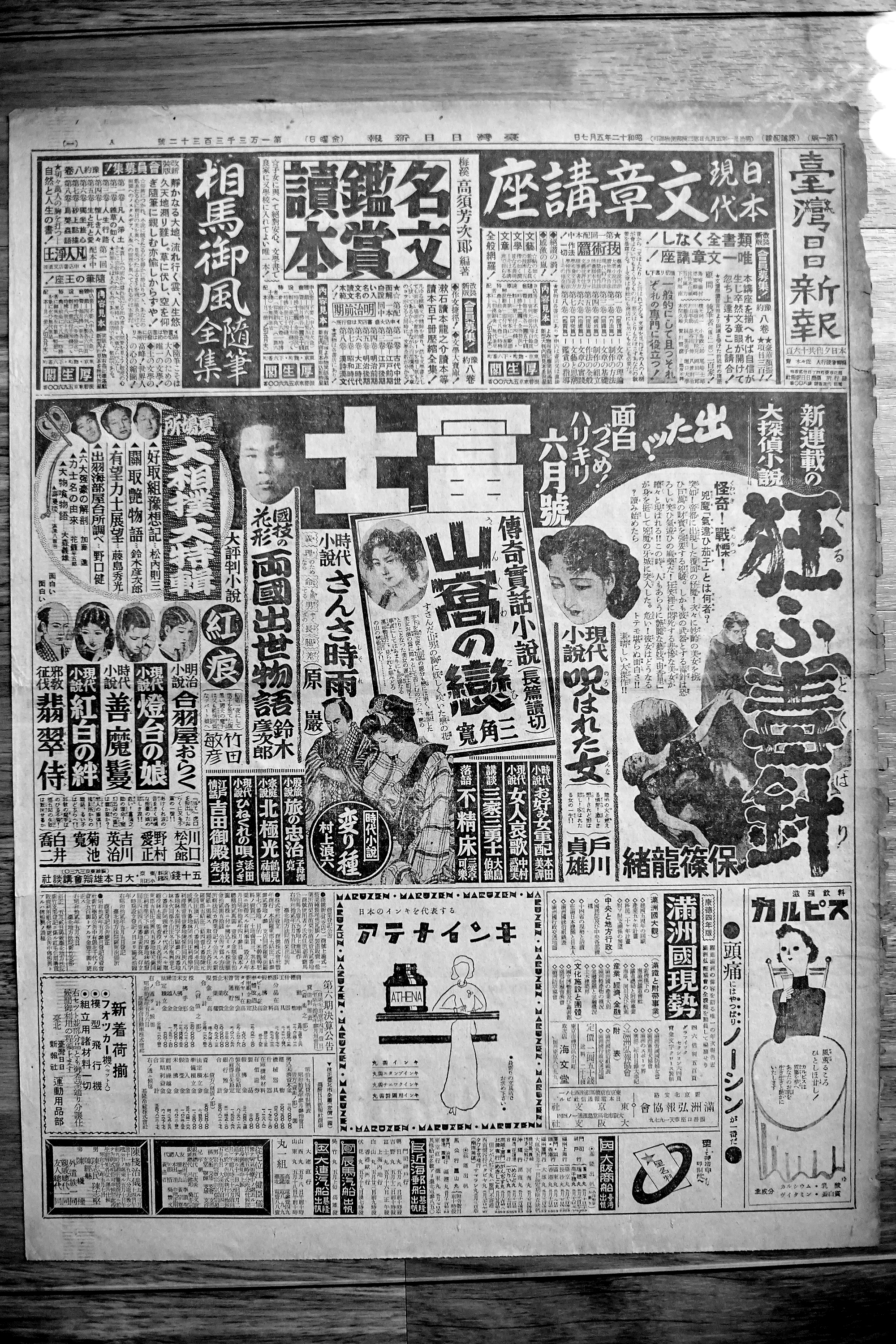
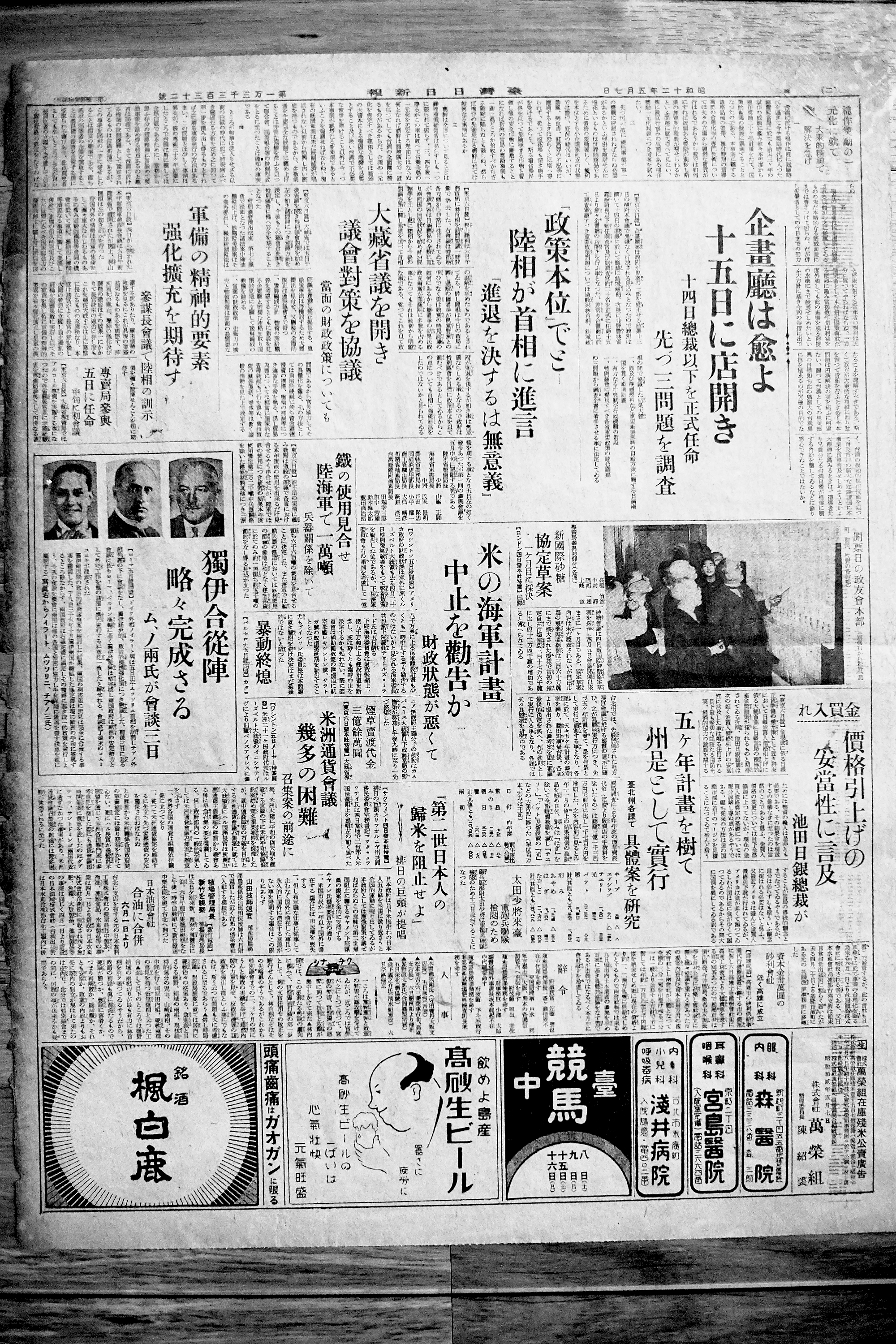
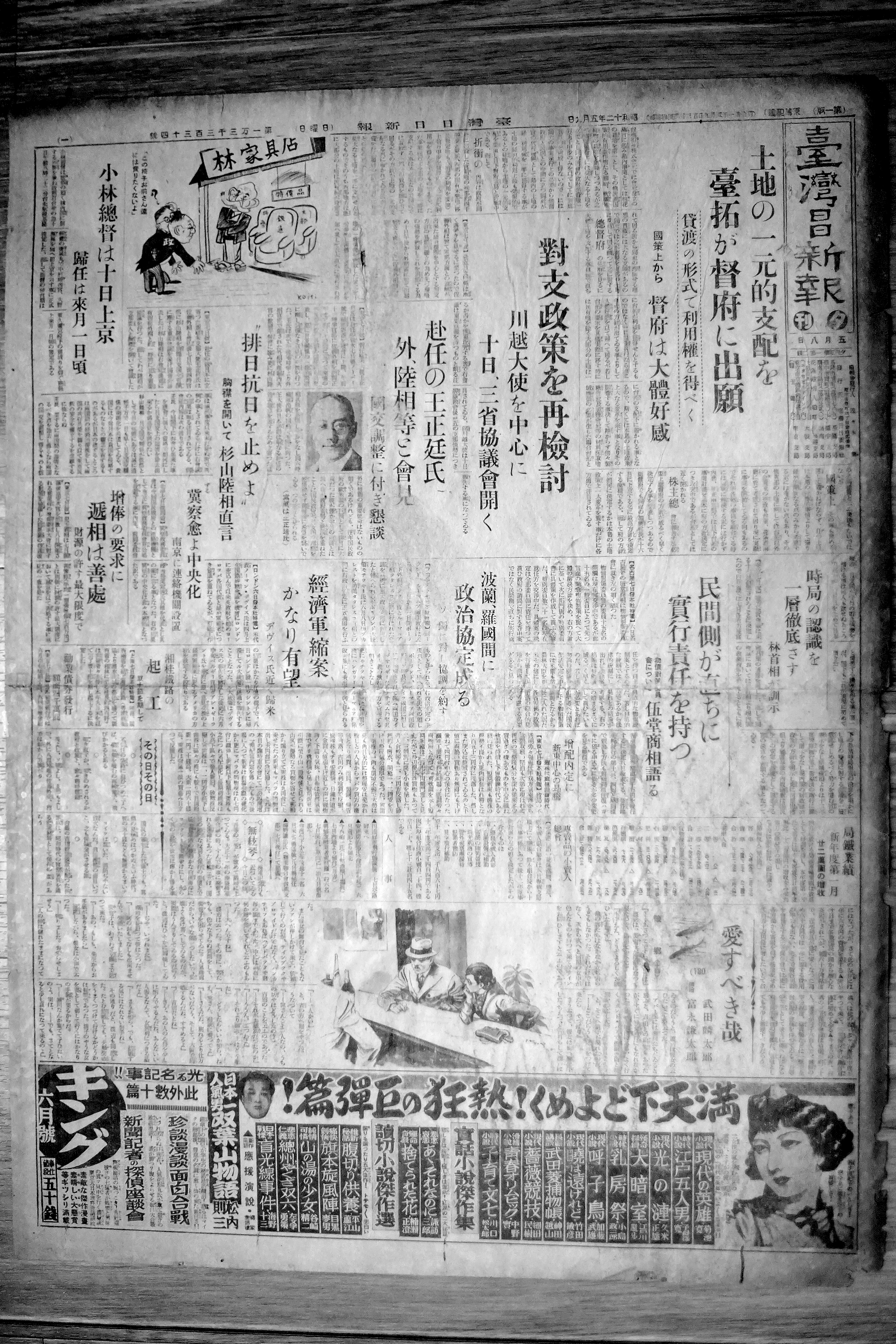
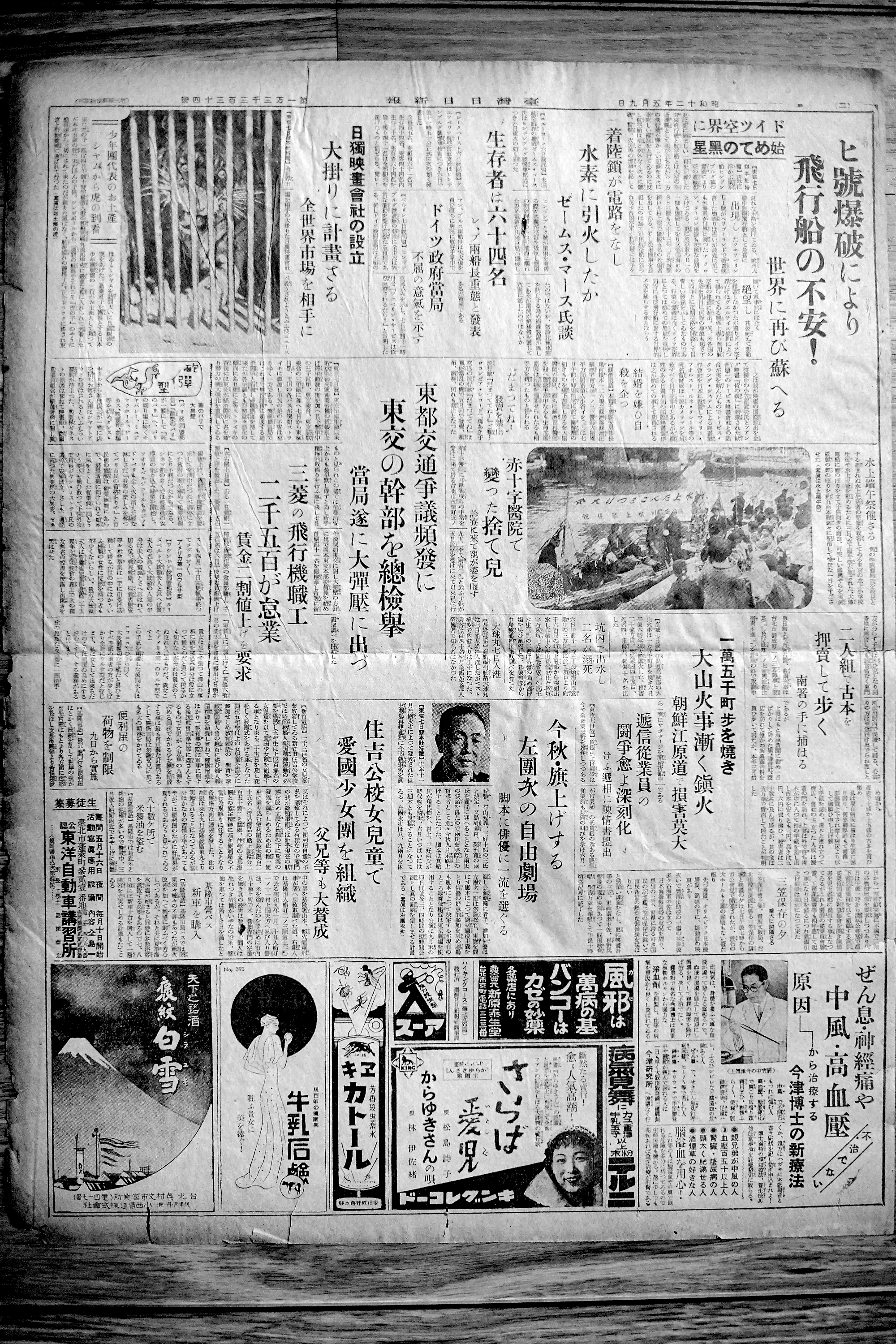

### 引用
1. 1 2  中國近代報刊資料庫,"【臺灣日日新 (1896 ~ 1944)】" （页面存档备份，存于）,聯合報,Retrieved at March 3,2015.
2. ↑  .   [2018-06-03]. （原始内容存档于2021-04-06）.

## 外部連結
- 【臺灣日日新報】新竹教育大學數位藝術教育學習網